# Kattenbos-Zegbroek
Kattenbos-Zegbroek is een natuurgebied gelegen ten zuidwesten van de tot de Oost-Vlaamse gemeente Knesselare behorende plaats Ursel, ten oosten van de Varenstraat.
Het bos meet 4 ha en heeft een rijke voorjaarsflora, met bosanemoon, slanke sleutelbloem, muskuskruid en gele dovenetel. Ook grote keverorchis en breedbladige wespenorchis komen er voor.
Het bos wordt omringd door natte weilanden waar in de winter veel weidevogels als wulp, regenwulp, watersnip en grutto komen foerageren.
Het kattenbos werd reeds in 1550 vermeld, als Kattebusschelkyn. Het ten oosten daarvan gelegen Zegveld werd begin 15e eeuw vermeld als Seghbrouc.
Door vergissingen is het bos lange tijd onbeschermd geweest, maar in 2014 werd het aangekocht door Natuurpunt, nadat reeds in 2000 een beheersovereenkomst van kracht was.